# Ljubosumje
Ljubosumje je eno izmed najmočnejših čustev,  je velikokrat negativne narave. Ljubosumje je zanimiv odziv na zaznano grožnjo (dejansko ali namišljeno), ki naj bi ogrožala odnos, ki ga zelo cenimo, ali njegovo kakovost. Da bi občutili ljubosumje, moramo najprej imeti čustva do druge osebe. Če nam ni nič do drugega, nas tudi ne zanima, kaj dela/počne, zatorej se ljubosumje ne pojavlja. Do ljubosumja  pride  zato, ker se bojimo, da naše potrebe, takšne ali drugačne, ne bodo zadovoljene.  Zelo ljubosumne osebe, se dostikrat niti ne zavedajo svojih dejanj v škodo drugih..